# Aeropuerto de Røst
El Aeropuerto de Røst (en noruego: Røst lufthavn) (IATA: RET, OACI: ENRS) es un aeropuerto regional en el municipio de Røst, provincia de Nordland, Noruega. Está situado en la zona norte de la isla principal de Røstlandet.
Pertenece a la empresa estatal Avinor y tuvo un tráfico de 9889 pasajeros en 2014. Desde allí opera un Bombardier Q Series de la compañía Widerøe con contrato del Ministerio de Transporte y de Comunicaciones con destino al aeropuerto de Bodø y al de Leknes.
Røst se comunicó por hidroavión desde los años 1960, y desde 1970 también por helicóptero. El aeropuerto abrió sus puertas el 1 de junio de 1986, inicialmente con Widerøe operando un De Havilland Canada DHC-6 Twin Otter. Desde 2000 hasta 2001 el servicio lo operó Guard Air, y de 2003 a 2008 Kato Air.

## Aerolíneas y destinos
| Aerolíneas | Destinos     |
| ---------- | ------------ |
| Widerøe    | Bodø, Leknes |